# Montaigut, Puy-de-Dôme

Montaigut este o comună în departamentul Puy-de-Dôme, Franța. În 1 ianuarie 2022 avea o populație de 977 de locuitori.